# Astragalus daqingshanicus
Astragalus daqingshanicus es una especie de planta del género Astragalus, de la familia de las leguminosas, orden Fabales.

## Distribución
Astragalus daqingshanicus se distribuye por China (Nei Mongol).

## Taxonomía
Fue descrita científicamente por Z. G. Jiang & Z. T. Yin. Fue publicada en Acta Phytotax. Sin. 29: 272 (1991).